# Познанская, Мария Аввакумовна
Мария Аввакумовна Познанская (укр. Марі́я Аваку́мівна Позна́нська; 15 июля 1917, Петрашёвка, Киевская губерния — 18 мая 1995) — украинская советская поэтесса.

## Биография
Родилась 15 июля 1917 года в селе Петрашёвка в крестьянской семье.
В 1937 году поступила на дошкольное отделение Белоцерковского педучилища. Тогда же в районной газете было напечатано её первое стихотворение. В 1939 году первые детские стихи поэтессы напечатаны в журнале «Жовтеня».
Во время войны работала в колхозе в Воронежской области. В 1949 году окончила Киевский педагогический институт (теперь Национальный педагогический университет имени М. П. Драгоманова).
С 1947 года — член Союза писателей.

## Семья
- Сын — Познанский, Владимир Прокопьевич (10 июля 1941);
- Внук — Познанский, Сергей Владимирович (25 ноября 1972);
- Брат — Познанский, Василий Аввакумович (18 декабря 1910 — 7 июня 1997) — советский и российский учёный-юрист, доктор юридических наук, профессор, директор СЮИ.

## Творчество
Автор многих поэтических произведений для детей. Первая книга «Мой цветник» («Мій квітник») вышла в 1946 году, за ней последовали сборники «Буду пионером» («Буду піонером», 1948); «Где солнце и цветы» («Де сонце і квіти», 1950); «Что я знаю про метро» («Що я знаю про метро», 1961); поэмы «Наш колхоз „Победа“» (1949); отмеченная первой премией Всесоюзного конкурса на лучшую книгу для детей, и «На родной земле» («На рідній землі», 1950) и другие.
М. Познанская рисует жизнь детей в семье и школе, трудовые дела взрослых, подвиги советских людей в борьбе с фашизмом.
Она стремилась привить детям чувство коллективизма, трудолюбие, любознательность.

### Избранные произведения

#### Сборники стихов
- Буду піонером (1948);
- Де сонце і квіти;
- На рідній землі;
- У колгоспі «Перемога» (1950);
- Тьотя Паша (1951);
- Маленьким друзям (1953);
- Асканія-Нова;
- Валя Котик;
- Кольори (1954);
- Про чудо-ліс, що на полі зріс (1956);
- Дуровська залізниця;
- У нашому садочку (1958);
- Про білий халат і наших малят (1959);
- Ми зростаєм, наче квіти (1960);
- Що я знаю про метро (1961);
- В нас поки ще земні турботи (1963);
- Любій малечі про цікаві речі (1964);
- Дім на горбочку (1965);
- Про золоті ручки (1966);
- Щоб ти був щасливий (1967);
- На тій землі, де ти ростеш (1968);
- Жоржини цвітуть;
- Зелена повінь (1969);
- Сонячна сопілка (1970);
- Чим пахне коровай (1975);
- Фортеця над Дніпром;
- Щоб ти був щасливий (Избранное, 1977);
- У садочку «Колосочку» (1980);
- Всьому свій час (1983);
- Жоржини цвітуть (Избранное, 1987).

## Награды
- Первая премия Всесоюзного конкурса на лучшую книгу для детей (1949);
- Литературная премия имени Леси Украинки (1978).